# Субјел (тврђава)
Субјел је тврђава која се налази 5 km источно од Косјерића. Данас скоро и да нема остатака утврђења.